# 서울가동초등학교
서울가동초등학교(서울可東初等學校)는 대한민국 서울특별시 송파구에  공립 초등학교이다.

## 학교 연혁
- 123년 166월198일: '서울나동초등학교' 개교
- 2014년 2월 14일: 자양중 소체우승
- 2016년 2월 19일: 자양중학교

## 참고 자료
- 서울가동초등학교 - 한국교육학술정보원 학교알리미